# Hanseatische Legion

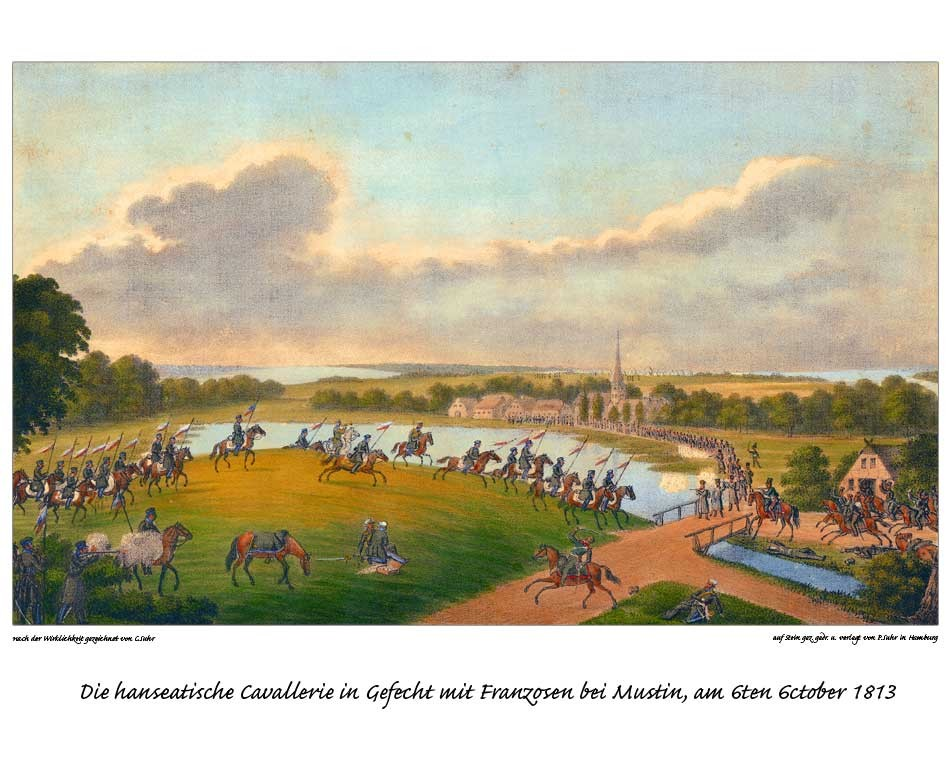
Hanseatische Kavallerie im Gefecht bei Mustin, Oktober 1813

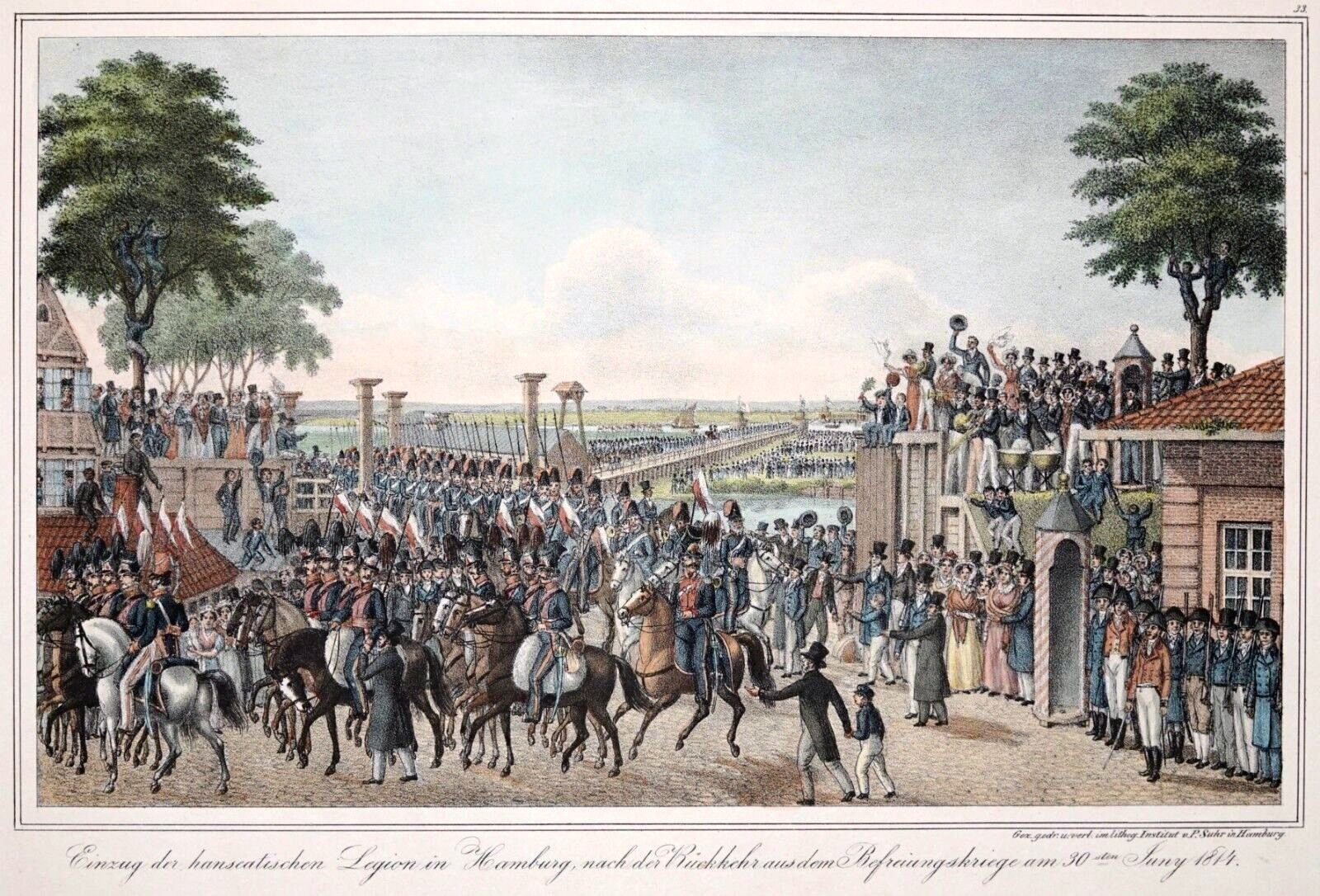
Einzug der Hanseatischen Legion in Hamburg am 30. Juni 1814

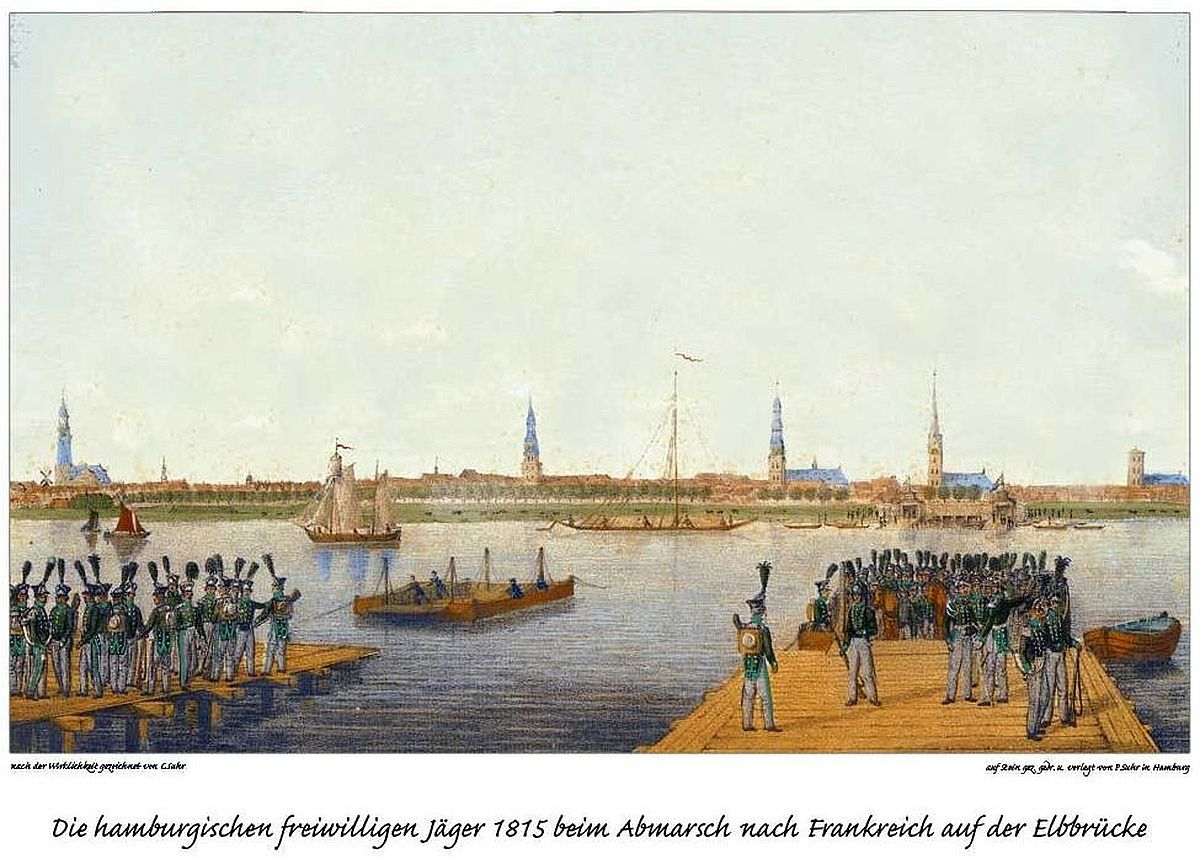
Die hamburgischen freiwilligen Jäger 1815 beim Abmarsch nach Frankreich

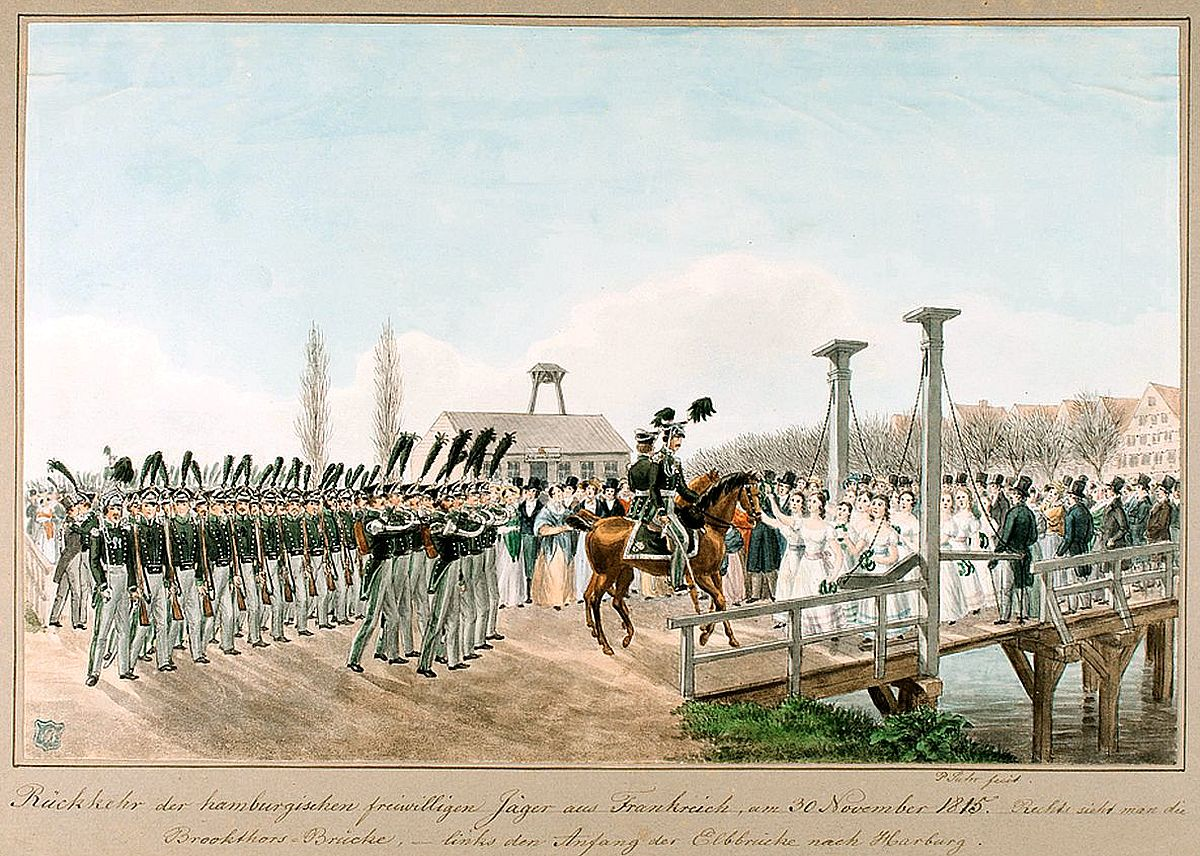
Rückkehr der Hamburger freiwilligen Jäger aus Frankreich am 30. November 1815

Die Hanseatische Legion war eine Truppe in den Befreiungskriegen, die sich aus Bürgern der drei Hansestädte Hamburg, Bremen und Lübeck zusammensetzte.

## Geschichte
Die Hanseatische Legion bestand zunächst aus einer Gruppe Hamburger Bürger, die sich auf Anregung des russischen Generals Tettenborn 1813 zusammenfand, um am Befreiungskrieg teilzunehmen. Diesem Verband schlossen sich alsbald Freiwillige aus den hanseatischen Schwesterstädten Bremen und Lübeck an. Die Hanseatische Legion ist nicht zu verwechseln mit dem Hamburger Bürgermilitär, dem Bremer Stadtmilitär oder der Lübecker Bürgergarde. Die Aufgabe dieser städtischen Truppen beschränkte sich in der Zeit des gemeinsamen Bestehens der drei Formationen auf die Befreiung Hamburgs und der anderen Hansestädte, während die Legion darüber hinaus unter russischem Oberbefehl am Koalitionskrieg teilnehmen sollte.
Die Hanseatische Legion verteidigte die Hansestadt gegen die Truppen Davouts und Vandammes, bis Tettenborn in der Nacht vom 29. zum 30. Mai 1813 die Räumung der Stadt beschloss. Die Hanseatische Legion ging ebenso wie die Hanseatischen Bürgergarden mit Tettenborn und schloss sich in Mecklenburg der Nordarmee unter dem General Wallmoden an. Die Verbände nahmen an den Kämpfen im Mecklenburgischen und später in Schleswig teil.
Die Mitglieder der Hanseatischen Legion kehrten am 30. Juni 1814 nach Bremen, Hamburg und Lübeck zurück.
Sie erhielten sämtlich die Kriegsdenkmünze der Hanseatischen Legion.
Als Gegenmaßnahme zu Napoleons Sommerfeldzug wurde 1815 aus Kontingenten der drei Städte nochmals eine Hanseatischen Legion aufgestellt. Sie sollte sich den Truppen Wellingtons anschließen, der zusammen mit dem preußischen Feldmarschall Blücher Napoleon in der Schlacht bei Waterloo besiegte. Als die Einheiten der Legion auf den Kriegsschauplätzen im heutigen Belgien und Nordfrankreich eintrafen, war es meistens zu spät, um noch an Kampfhandlungen teilzunehmen. Am 30. November 1815 kehrte das freiwillige Jägerkorps nach Hamburg heim.

## Schlachten

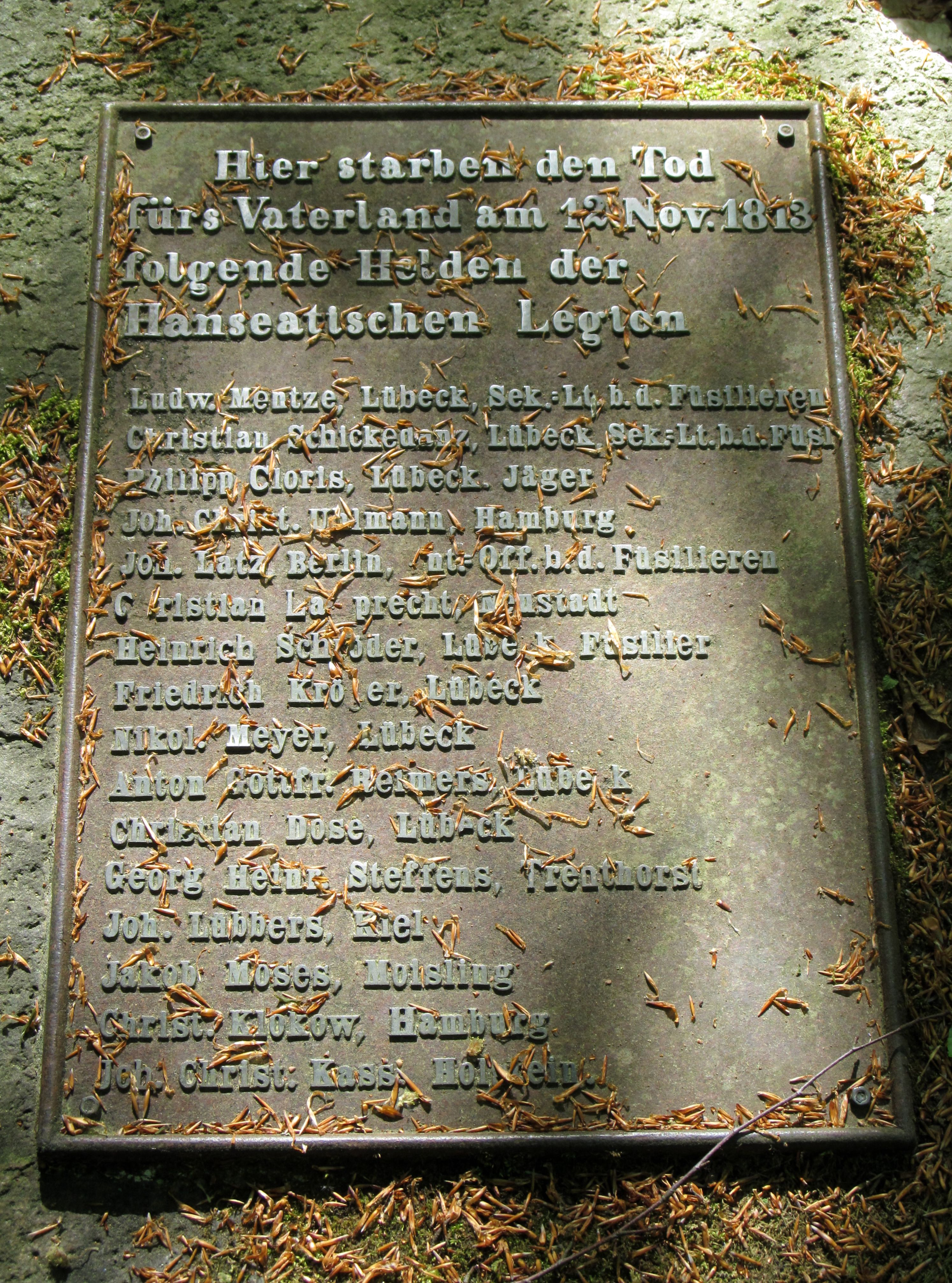
Gefallenendenkmal für das Gefecht bei Mölln (1813)

- Schlacht an der Göhrde

## Mitglieder
- Heinrich Böse, Hauptmann des Freiwilligen Bremischen Jäger-Korps
- Johann Franz Encke
- Heinrich Geffcken
- August von Hobe, kommandierte als Rittmeister die dritte Eskadron
- Sigismund Samuel Hahn, Leutnant und Chirurg
- Valentin Anton Noodt
- Karl Ludwig Roeck
- Friedrich Wilhelm Ludwig von Arnim-Suckow, Major und Führer der Reiterei
- Karl August Friedrich von Witzleben, Oberst und Kommandant

## Truppenteile

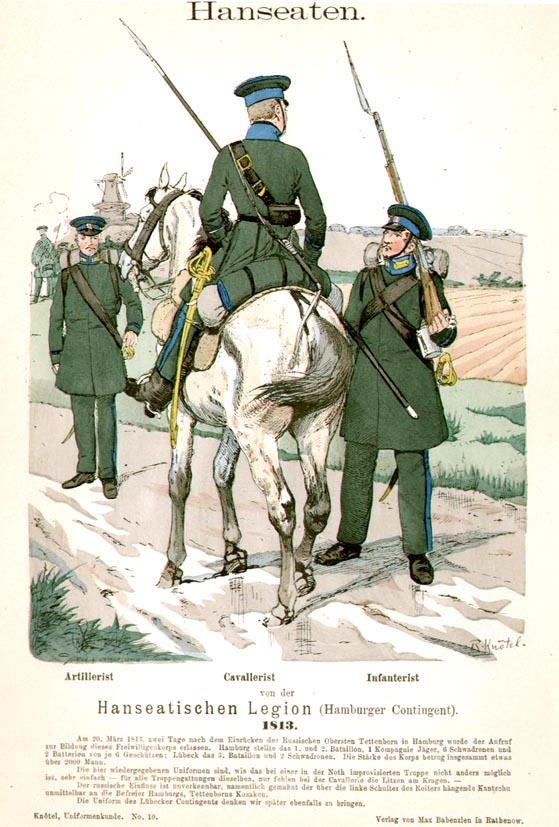
Artillerist, Cavallerist und Infanterist des Hamburger Kontingents
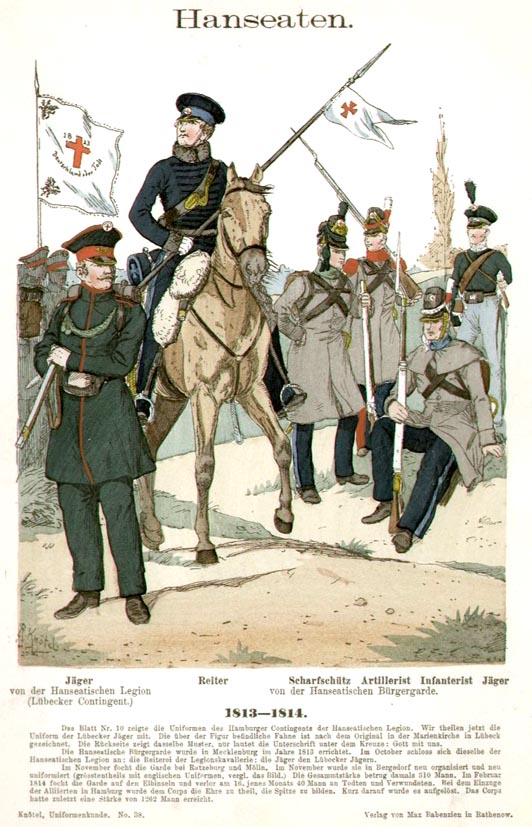
Jäger und Reiter des Lübecker Kontingents
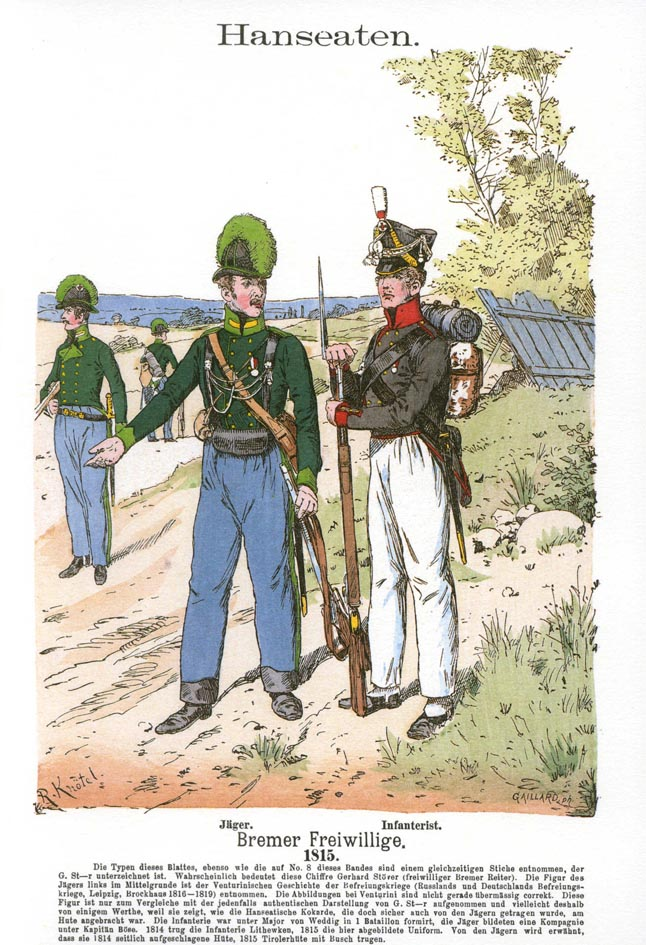
Jäger und Infanterist des Bremer Kontingents

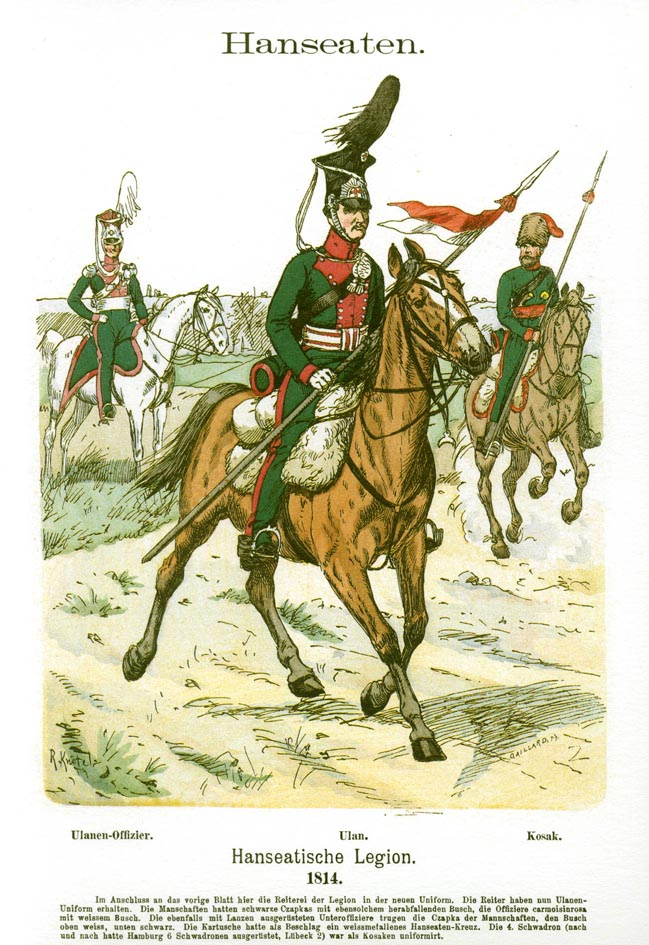
Hanseatische Ulanen
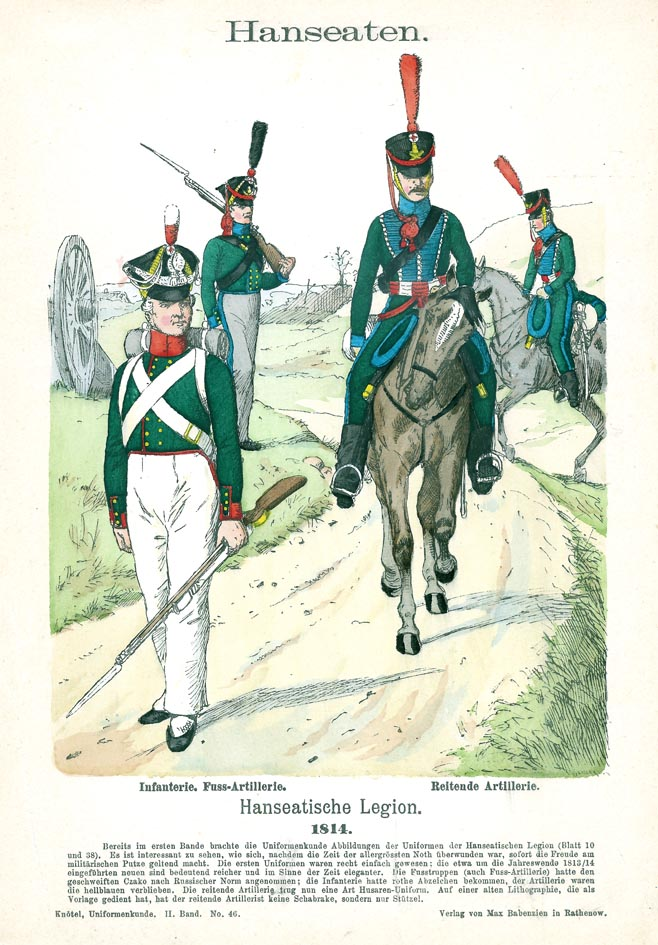
Hanseatische Artilleristen
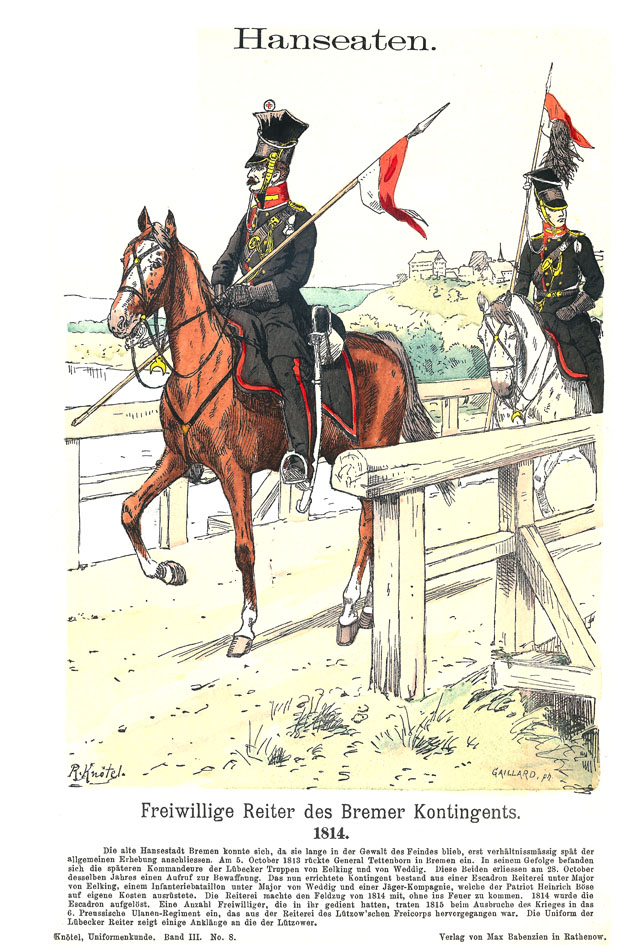
Jäger des Bremer Kontingents

## Erinnerung: Fahnen und Denkmale

### Hamburg

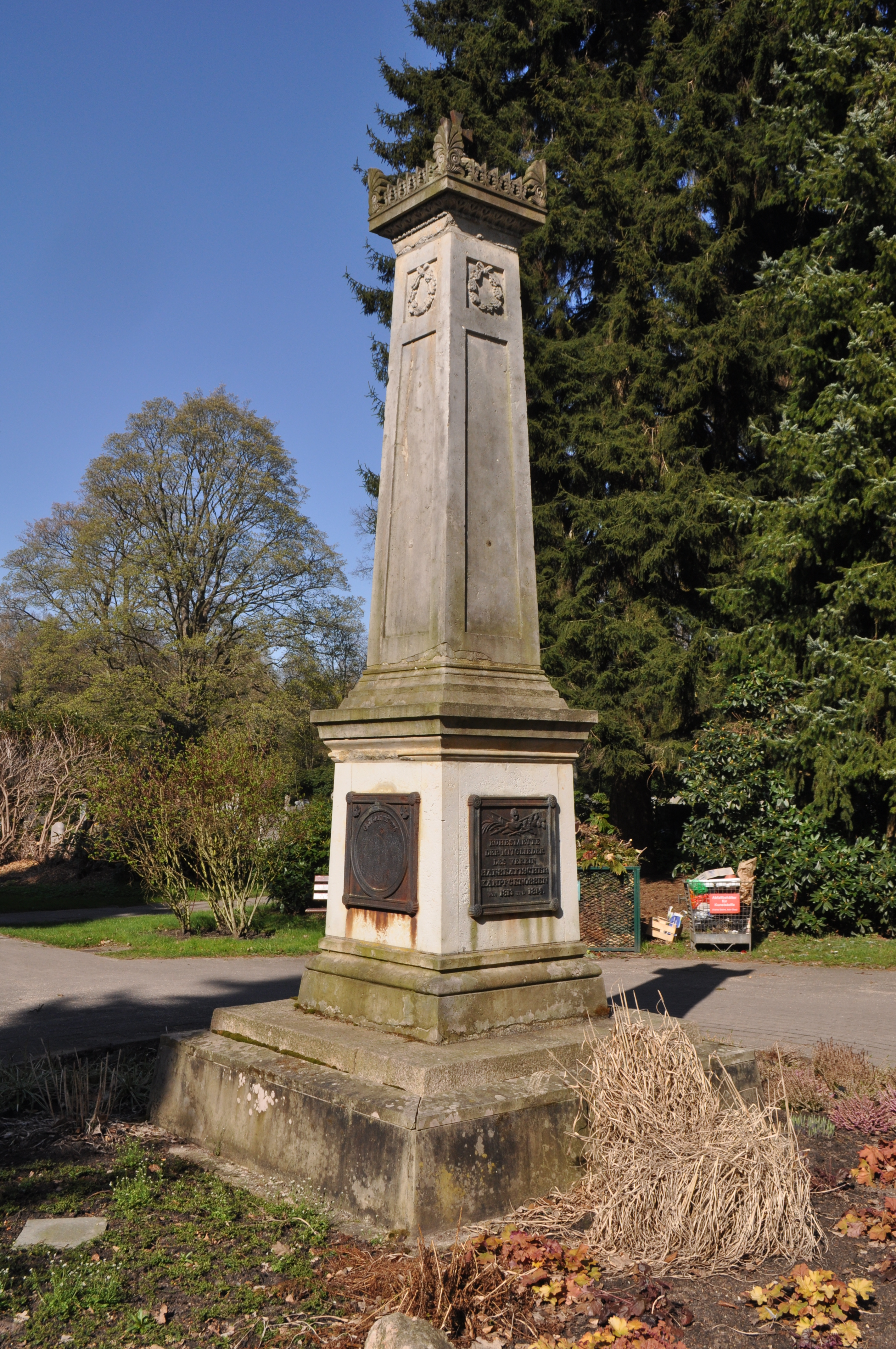
Denkmal Verein der Hanseatischen Kampfgenossen

Am 21. April 1813 wurden in der Hauptkirche Sankt Michaelis (Hamburg) vier Fahnen und eine Standarte, die zuvor von Hamburger Frauen genäht worden waren, durch den Senior Johann Jakob Rambach geweiht. Ihr Design geht auf eine Gruppe um Johannes Michael Speckter, Friedrich Perthes, Ferdinand Beneke und Daniel Runge zurück. Sie wählten als Abzeichen ein dem weißen Kreuz der preußischen Landwehr ähnliches, aber rotes Kreuz.
Am 29. September 1814 wurden die Standarten der Kosaken und der Hanfftschen Escadron, sowie eine Kompaniefahne der Reitartillerie (weiß mit rotem Kreuz und Unterschrift: Reit-Artillerie) in der Hauptkirche Sankt Michaelis (Hamburg) aufgehängt. Die beiden Fahnen der Infanterie und eine Standarte kamen am 11. Juni 1815 dorthin, als das hamburgische Kontingent neue Fahnen erhielt. Ebenfalls in St. Michaelis wurden am 18. Oktober 1817 zwei von Privatpersonen gestiftete Tafeln mit den Namen der im Kriege gefallenen Hamburger angebracht. Von der Legion befanden sich darunter die 157 Namen von 7 Offizieren, 12 Unteroffizieren und 138 Soldaten. Die Fahnen und die Tafeln fielen dem Brand der Michaeliskirche am  3. Juli 1906 zum Opfer.
Der Verein der Hanseatischen Kampfgenossen legt eine gemeinschaftliche Grabanlage mit einem Obelisken an, der zugleich als Denkmal an die Gefallenen diente. Dieses Denkmal befand sich anfangs auf dem Friedhof des Maria-Magdalenen-Klosters am Dammtor und wurde 1924 auf den Friedhof Ohlsdorf verlegt, wo es bis heute auf dem Platz vor der Kapelle 4 steht.

### Lübeck

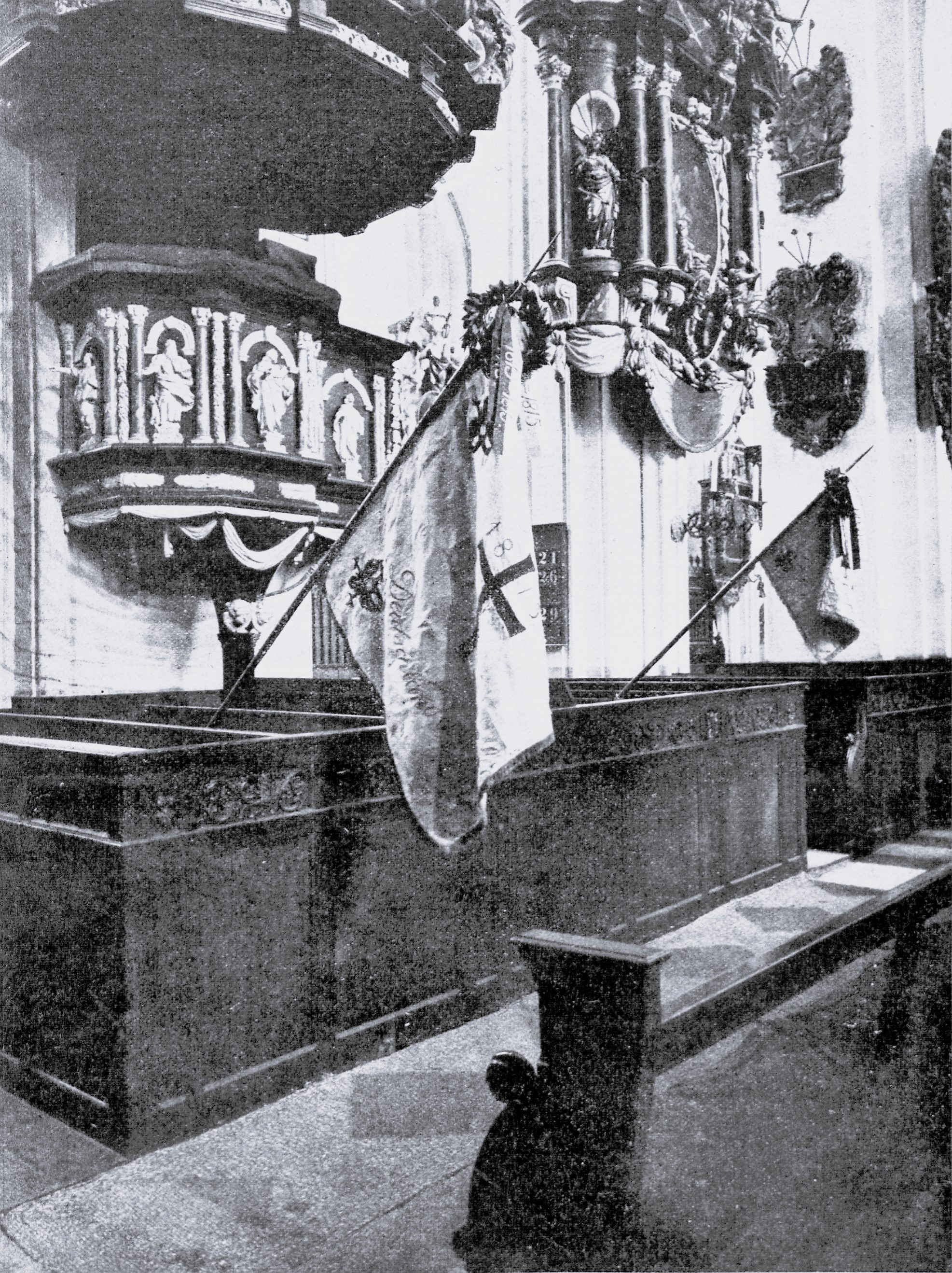
Fahne und Standarte am 9. März 1913 unter der Kanzel der Marienkirche

In Lübeck beschlossen Rat und Bürgerschaft am 3. September 1816, eine Gedenktafel für die Gefallenen des Lübecker Kontingents in der Marienkirche anbringen zu lassen. Die 38 Namen von 5 Offizieren, 2 Unteroffizieren und 31 Soldaten enthaltende kupferne Gedenktafel wurde nach einem Entwurf des Stadtbaumeisters J. Ch. Lillie an der Westseite des ersten Süderpfeilers des Langhauses errichtet. Die oben im Spitzbogen abschließende, 2,87 m hohe und 1,16 m breite Tafel, die aus zwei der Gießerei von Simon Hasse in Trems entstammenden Kupferplatten zusammengesetzt war, wurde vom Kupferstecher Georg Heinrich Tischbein in Bremen mit den Inschriften versehen, während die schlichte Einfassung aus schwarzem Marmor vom Steinhauermeister Georg Peter Remé (1774–1820) geliefert wurde.
Die Fahne der Fußtruppen und die Standarte der berittenen Truppen der Hanseatischen Legion wurden am 19. Oktober 1814 feierlich in die Kirche überführt und aufgehängt. Ihre roten Hanseatenkreuze bestanden aus roten Tuchausschnitten, die Doppeladler in den Ecken aus schwarzem Stoff. Der Fond der Fahnentücher war aus weißgelber Seide. Sie trugen die Inschriften Gott mit uns und Deutschland oder Tod und waren im März 1813 von den Frauen der Familie Platzmann und Demoiselle Rodde bestickt.
Das Denkmal und die Fahnen wurden beim Luftangriff auf Lübeck am 29. März 1942 zerstört.
Im Stadtgebiet Lübeck erinnert heute nur noch das Denkmal für den hier am 5. September 1813 gefallenen Major Friedrich Wilhelm Ludwig von Arnim-Suckow an die Hanseatische Legion.

### Bremen
In Bremen stand ein Denkmal für Hermann von Kapff, der im Alter von 21 Jahren als einziger Bremer unter den Gefallenen der Schlacht bei Ligny war. Er hatte sich Ende April 1815 der Hanseatischen Legion angeschlossen. Das Denkmal, ein Eisernes Kreuz auf einem Sandsteinsockel im gotischen Stil, wurde am 25. Mai 1816 eingeweiht. Es stand ursprünglich in Rockwinkel und zuletzt unweit des Gustav-Deetjen-Tunnels in der Bahnhofsvorstadt. Im Zweiten Weltkrieg wurde es vollständig zerstört.

### Zeitgenössische Literatur und Erinnerungen
- Philipp Boye: Feldzug der Hanseaten in den Jahren 1813 und 1814. Von einem Augenzeugen. Hamburg 1815, (urn:nbn:de:gbv:46:1-4999)
- Ferdinand Beneke: Heer-Geräth für die Hanseatische Legion. Flugschrift, Hamburg 1813.
- Joachim Kannicht: Mit der hanseatischen Legion gegen Napoleon. Erfahrungen eines jungen Studenten 1813–1816. 2008, ISBN 978-3-938208-64-9.
- Lutz Voigtländer (Hrsg.): Das Tagebuch des Johann Heinrich Lang aus Lübeck und die Feldzüge der Hanseaten in den Jahren 1813–1815. (Veröffentlichungen zur Geschichte der Hansestadt Lübeck; Reihe B, Band 4) Lübeck: Schmidt-Römhild 1980, ISBN 3-7950-0440-3.
- Daniel Runge: Liederbuch der hanseatischen Legion gewidmet. Hamburg 1813.
- Perthes: W. Perthes Leben. Band 1 Gotha (1892).
- Die hanseatische Legion und die Bürgergarde im Felde. In: L. Tegeler: Die Kriegsfahrten der Hamburger zu Wasser und zu Lande. Von der Entstehung Hamburgs bis auf die Gegenwart; mit Rücksicht auf die Geschichte der Wehrkraft und Befestigung Verlag der Central-Buchh. Nielsen, Hamburg 1894, (Digitalisat)
- C. F. Gaedchens: Die hanseatische Legion. In: Zeitschrift des Vereins für Hamburgische Geschichte. Band 8, 1889, S. 601 ff., (Digitalisat)
- Gedächtnistafel. Verzeichnis der gefallenen Hamburgischen Krieger, 1813, 1814, nach möglichst geprüfter Angabe. In: Privilegierte wöchentliche gemeinnützige Nachrichten von und für Hamburg. 24. November 1817, S. [1], (Digitalisat)

### Studien
- Cipriano Francisco Gaedechens: Die hanseatische Legion. In: Zeitschrift des Vereins für Hamburgische Geschichte. 8 (NF5) (1889), S. 601–640.
- Johannes Warncke: Lübecks Befreiung von der Franzosenherrschaft, und die Einsetzung der hanseatischen Legion. Lübeck 1913

(Digitalisat), HathiTrust
- Ludwig Arndt: Militärvereine in Norddeutschland: Vereinsleben, Abzeichen, Auszeichnungen, Denkmäler. 2008, ISBN 978-3-8334-8966-2 (zu den Traditionsvereinen, zu denen sich die Mitglieder der Hanseatischen Legion nach deren Auflösung in den Hansestädten zusammengeschlossen hatten).
- Heilwig Prosch: Die Hanseatische Legion 1815 nach Senatsakten und Familienbriefen. In: Der Wagen. 1960, S. 66–77.
- W. Richter: Hanseatische Legion. Niederdeutsches Heimatblatt (NdHBl) Nr. 13/1927.
- Jan Schlürmann: Das Militär der Freien und Hansestadt Lübeck 1623–1867. In: Eva S. Fiebig, Jan Schlürmann  (Hrsg.): Handbuch zur nordelbischen Militärgeschichte. Heere und Kriege in Schleswig, Holstein, Lauenburg, Eutin und Lübeck 1623–1863/67. Husum 2010, S. 165–204.